# Муйнак
Муйнак (на узбекски: Mo‘ynoq или Мўйноқ; каракалпакски: Moynaq или Мойнақ) е град в Република Каракалпакстан, Западен Узбекистан.
По данни от 2012 година в града живеят около 13 500 души; жителите му са били 13 хил. през 1991 г.
Муйнак има статут на работническо селище от 1933 г. и на град от 1963 година. До 1980-те години е пристанище на южното крайбрежие на Аралско море. По онова време в града е функционирало рибоконсервно предприятие, важно за икономиката на града, закрито в началото на 1990-те години.
От 1960-те години поради мащабното строителство на напоителни канали с вода от Аралско море то започва бързо да пресъхва и да намалява своята водна площ, разпадайки се на по-малки езера. Към 2011 г. разстоянието от Муйнак до западното остатъчно езеро (по-дълбокото) е 100 км, а до източното (по-плиткото) езеро – 130 км. Бившото пристанище на града се е превърнало в гробище за кораби.
Компанията „Петро Альянс“ извършва проучвателни работи през 2008 г. за търсене на нефт и газ на бившото дъно на Аралско море. Открит е газ с високо качество, с минимално съдържание на сероводороди.